# Doubravka (Chrášťany)
Doubravka je vesnice, část obce Chrášťany v okrese České Budějovice v Jihočeském kraji. Nachází se asi 2,5 kilometru jihozápadně od Chrášťan. Je zde evidováno 58 adres. V roce 2011 zde trvale žilo 102 obyvatel.
Doubravka leží v katastrálním území Doubravka u Týna nad Vltavou o rozloze 3,44 km².

## Historie
První písemná zmínka o vesnici pochází z roku 1268.

## Obyvatelstvo
| Rok            | 1869 | 1880 | 1890 | 1900 | 1910 | 1921 | 1930 | 1950 | 1961 | 1970 | 1980 | 1991 | 2001 | 2011 | 2021 |
| -------------- | ---- | ---- | ---- | ---- | ---- | ---- | ---- | ---- | ---- | ---- | ---- | ---- | ---- | ---- | ---- |
| Počet obyvatel | 246  | 265  | 224  | 250  | 230  | 230  | 235  | 182  | 197  | 174  | 163  | 141  | 115  | 102  | 101  |
| Počet domů     | 37   | 37   | 37   | 38   | 38   | 38   | 43   | 46   | 43   | 41   | 41   | 51   | 51   | 53   | 56   |

## Obecní správa
Při sčítání lidu v letech 1850–1891 Doubravka byla osadou obce Chrášťany v okrese Týn nad Vltavou. V letech 1891–1943 byla samostatnou obcí v okrese Týn nad Vltavou. V letech 1943–1945 byla osadou obce Doubravka, ale v letech 1945–1964 byla uváděna znovu jako obec, se kterým patřila nejprve do okresu Týn nad Vltavou, ale od roku 1960 v okrese České Budějovice. Od 14. června 1964 je opět částí obce Chrášťany v okrese České Budějovice.